# ويليام دي فيليرز
ويليام دي فيليرز (بالإنجليزية: William de Villiers)‏ هو محامي جنوب أفريقي، ولد في 9 يوليو 1957.